# Charlotte Mikkelsen
Charlotte Lund Mikkelsen (født 20. april 1996) er en dansk håndboldspiller, der tidligere har spillet for Nykøbing Falster Håndboldklub, Aarhus United og SK Aarhus.

## Meritter
Santander Cup 2017:  Bronze
DHF's Landspokalturnering 2023:  Sølv
EHF European League 2023:  Sølv
Bambusa Kvindeligaen 2023-24:  Sølv